# Bong Joon-ho
Bong Joon-ho (født 1969) er en sydkoreansk filminstruktør, kendt for filmene Snowpiercer og Parasite.
Ved Oscaruddelingen 2020 vandt han for bedste instruktør, og bedste originale manuskript.

## Filmografi
- Memories of Murder (2003)
- The Host (2004)
- Snowpiercer (2013)
- Okja (2017)
- Parasite (2019)

## Priser og nomineringer
| Ceremoni       | Pris                        | Værk     | Resultat |
| -------------- | --------------------------- | -------- | -------- |
| Academy Awards | Bedste film                 | Parasite | Vundet   |
| Academy Awards | Bedste instruktør           | Parasite | Vundet   |
| Academy Awards | Bedste originale manuskript | Parasite | Vundet   |
| Academy Awards | Bedste internationale film  | Parasite | Vundet   |